# قائمة زملاء الجمعية الملكية المنتخبين في 1688
هذه الصفحة تعرض قائمة زملاء الجمعية الملكية المُنتخبين لعام 1688.

## الزملاء
- جون أدير
- Edward Stillingfleet (physician) [الإنجليزية]‏
- Raymond Vieussens [الإنجليزية]‏
- نيقولا فاشيو دي دوييه